# Coelorinchus leptorhinus
Coelorinchus leptorhinus is een straalvinnige vissensoort uit de familie van rattenstaarten (Macrouridae). De wetenschappelijke naam van de soort is voor het eerst geldig gepubliceerd in 2004 door Chiou, Shao & Iwamoto.